# Pirókszajkófélék
A pirókszajkófélék (Corcoracidae) a madarak osztályának verébalakúak (Passeriformes) rendjébe tartozó család. Két nem és két faj tartozik a családba.

## Rendszerezés
A családba az alábbi nemek és fajok tartoznak:
- Corcorax (Lesson, 1830) – 1 faj.
  - szarkavarjú (Corcorax melanorhamphos)

- Struthidea (Gould, 1837) – 1 faj.
  - pirókszajkó vagy apostolmadár (Struthidea cinerea)

|  |  |